# تينا تشارلز (كرة سلة)
تينا تشارلز (بالإنجليزية: Tina Charles)‏ مواليد 5 ديسمبر 1988 في جامايكا، كوينز، هي لاعبة كرة سلة أمريكية. بدأت مسيرتها الاحترافية في سنة 2010. تم اختيارها من قبل فريق كونيتيكت صن خلال الدرافت. تلعب مع نيويورك ليبرتي في دوري الاتحاد الوطني لكرة السلة النسائية كلاعب وسط. وتحمل الرقم 31. يبلغ طولها 6 قدم 4 بوصة (1.9 م). شاركت في دورة الألعاب الأولمبية الصيفية سنة 2012.

## المسيرة الاحترافية
لعبت مع كونيتيكت صن من سنة 2010 إلى 2013، ثم لعبت مع نادي غلطة سراي لكرة السلة للسيدات في موسم 2011–2012، ثم لعبت مع نيويورك ليبرتي في سنة 2014، ثم لعبت مع نادي فنربخشة لكرة السلة للسيدات في موسم 2014–2015.

## سجل المنافسة
شاركت في المنافسات التالية:
- الألعاب الأولمبية الصيفية 2012
- الألعاب الأولمبية الصيفية 2016
- كأس العالم لكرة السلة للسيدات 2014

## الميداليات
| الميدالية | المسابقة                                 |
| --------- | ---------------------------------------- |
| ذهبية     | الألعاب الأولمبية الصيفية 2012           |
| ذهبية     | الألعاب الأولمبية الصيفية 2016           |
| ذهبية     | بطولة كأس العالم لكرة السلة للسيدات 2010 |
| ذهبية     | كأس العالم لكرة السلة للسيدات 2014       |

## روابط خارجية
- تينا تشارلز على موقع الاتحاد الدولي لكرة السلة (الإنجليزية)
- تينا تشارلز على موقع الاتحاد الوطني لكرة السلة النسائية (الإنجليزية)
- تينا تشارلز على موقع كرة السلة الأوروبية.كوم (الإنجليزية)
- تينا تشارلز على موقع كلية كرة السلة في سبورتس رفرنس.كوم (الإنجليزية)
- تينا تشارلز على موقع بروبوليرز (الإنجليزية)
- تينا تشارلز على موقع سبورتس رفرنس (الإنجليزية)
- تينا تشارلز على موقع سبورتس رفرنس (الإنجليزية)
- تينا تشارلز على موقع اللجنة الأولمبية الدولية (الإنجليزية)
- تينا تشارلز على موقع أوليمبيديا (الإنجليزية)